# ストレッチ・レコード
ストレッチ・レコード（Stretch Records）は、1992年にチック・コリアと音楽業界のベテランであるロン・モスによって設立されたアメリカ合衆国のレコード会社にしてレーベルである。1997年2月からコンコード・レコードと提携している。
このレーベルは「境界のない音楽」をプロモートしていると主張しているが、ほとんどジャズ音楽をリリースしている。コリアは、コンコード・レコードによって販売および配給されているレーベルのメイン芸術監督を務めている。ストレッチ・レコードは、ボブ・バーグ、アヴィシャイ・コーエン、エディ・ゴメス、ジョン・パティトゥッチ、バド・パウエル（ストレッチ・アーカイブ）、ウォレス・ルーニー、デイヴ・ウェックルなどのアーティストによるアルバムをリリースしている。
コリアとモスは、1992年にジョン・パティトゥッチのアルバム『Heart of the Bass』（MCA配給）によってレーベルを立ち上げたが、1997年2月にストレッチがコンコードと提携するまで、大きな成果は挙げられなかった。